# Четврти свети рат
Четврти свети рат вођен је од 339. до 338. године п. н. е. између Македоније са једне и коалиције Атине, Тебе и Амфисе са друге стране. Завршена је поразом грчке коалиције и наметањем македонске хегемоније.

## Увод
Македонска држава доживљава успон након доласка на власт Филипа II Великог. Филип је настојао искористити кризу која је у Грчкој наступила у 4. веком п. н. е. изазвана сталним ратовањем, скоком цена и опадањем производње, трговине и занатства. Године 357. п. н. е. Филип опседа Амфипољ чиме је започело његово уплитање у грчке послове. Његова кампања одлучила је исход Трећег светог рата у коме је учествовао на страни Тебе против Атине и Спарте. Филократовим миром ратне операције су прекинуте на пет година. Нови ратни сукоб избио је 340. године п. н. е. због атинске пљачке трачких градова. Филип опседа Перинт и Византион. Обе опсаде завршене су неуспехом.

## Грчка коалиција
Узнемирена јачањем Македоније, Атина са Тебом склапа савез и објављује јој Свети рат. Савезницама се придружила и Амфиса, град у области Фокиде. Спартанци, и поред свог непријатељства према Македонији, нису пристали да пошаљу своју војску у помоћ. Разлог за то била је мржња према Беоћанима која је постојала још од времена Беотијског рата и Тебанске хегемоније.

## Херонејска битка
Филип шаље своје снаге у Грчку. Савезници их дочекују код Херонеје. Битка која је уследила од великог је значаја за историју античке Грчке. Атињани су држали лево, а Тебанци десно крило. Филип је командовао десном македонском армијом. Левом армијом командовао је његов син, касније чувени војсковођа, Александар Македонски. Филип је вешто намамио Атињане да нападну десно македонско крило. Уследио је Александров напад који је разбио атинске снаге. Тебанска света чета храбро се борила против Александра. На крају је готово цела изгинула. У част храбре борбе Тебанци су касније у част своје чете подигли споменик "Херонејски лав" који је очуван до данас.

## Последице
Пораз Атине и Тебе у бици код Херонеје улио је страх у остале грчке градове који нису ни помишљали да пружају отпор. Македонци без отпора заузимају Тебу из које су истерали све антимакедонске присталице и образовали гарнизон. Амфису су Македонци заузели и разорили. Са Атином је Филип поступио другачије. Понудио јој је мир. Атина је задржала Скирос, Самос, Делос и друге мање територије. За узврат је признала хегемонију Македоније. Филипу се одупирала једино Спарта, али она му није могла значајније наудити.